# De tu ventana a la mía
De tu ventana a la mía es una película dramática española estrenada en 2011 y dirigida por Paula Ortiz.
Obtuvo tres nominaciones en la XXVI edición de los Premios Goya en las categorías de mejor dirección novel (Paula Ortiz), mejor actriz de reparto (Maribel Verdú) y mejor canción original por "Debajo del limón".
Participó en la 56.ª edición de la Semana Internacional de Cine de Valladolid y obtuvo el premio «Pilar Miró» al mejor nuevo director.

## Sinopsis
Inés (Maribel Verdú), Violeta (Leticia Dolera) y Luisa (Luisa Gavasa) son tres mujeres de distintas edades y épocas, que han fracasado en el amor y tienen que afrontar la vida en un ambiente cerrado y hostil. Son mujeres que no pudieron elegir su camino y tuvieron que vivir una vida soñada, imaginada, recordada, cosiendo junto a su ventana.

## Palmarés cinematográfico
XXVI edición de los Premios Goya
| Categoría               | Persona                                          | Resultado |
| ----------------------- | ------------------------------------------------ | --------- |
| Mejor director novel    | Paula Ortiz                                      | Nominado  |
| Mejor actriz de reparto | Maribel Verdú                                    | Nominada  |
| Mejor canción original  | Debajo del limón Pachi Garcia "Alis" Paula Ortiz | Nominadas |

Premios Sant Jordi
| Categoría             | Persona        | Resultado |
| --------------------- | -------------- | --------- |
| Mejor actriz española | Leticia Dolera | Ganadora  |

XXI Premios de la Unión de Actores
| Categoría                       | Persona       | Resultado |
| ------------------------------- | ------------- | --------- |
| Mejor actriz secundaria de cine | Maribel Verdú | Nominada  |

Premios Simón del Cine Aragonés 2011
| Categoría            | Persona            | Resultado |
| -------------------- | ------------------ | --------- |
| Mejor largometraje   | Mejor largometraje | Ganadora  |
| Mejor interpretación | Luisa Gavasa       | Ganadora  |

Semana Internacional de Cine de Valladolid
| Categoría                                   | Persona     | Resultado |
| ------------------------------------------- | ----------- | --------- |
| Premio «Pilar Miró» al Mejor nuevo director | Paula Ortiz | Ganadora  |

Festival Internacional de Cine de Shanghái
| Categoría                   | Persona                     | Resultado |
| --------------------------- | --------------------------- | --------- |
| Mención Especial del Jurado | Mención Especial del Jurado | Ganadora  |
| Mejor banda sonora          | Avshalom Caspi              | Ganadora  |

Toulouse Cinespaña
| Categoría        | Persona             | Resultado |
| ---------------- | ------------------- | --------- |
| Mejor fotografía | Miguel Ángel Amoedo | Ganador   |

## Reparto
| Intérprete           | Personaje       |
| -------------------- | --------------- |
| Maribel Verdú        | Inés            |
| Leticia Dolera       | Violeta         |
| Luisa Gavasa         | Luisa           |
| Roberto Álamo        | Paco            |
| Miguel Alcíbar       | Guardián        |
| Carlos Álvarez-Nóvoa | Tío Fernando    |
| Álex Angulo          | Médico          |
| José María Asín      | Joaquín         |
| Ramón Barea          | Marín           |
| Luis Bermejo         | Valentín        |
| José Luis Esteban    | Afilador        |
| Laura Gómez-Lacueva  | Pilar           |
| Gabriel Latorre      | Cura            |
| José Luis Lorente    | Guardia Civil   |
| María José Moreno    | Tía Carmen      |
| Fran Perea           | Pedro           |
| Pablo Rivero         | Manuel          |
| Cristina Rota        | Isabel          |
| Julián Villagrán     | Jesuso          |
| María Alfonsa Rosso  | Inés Mayor      |
| Carlos Fau           | Campesino       |
| Ana María Pavía      | Campesina       |
| Ainhoa Aldanondo     | Enfermera       |
| Lidia Callau         | Niña            |
| Pablo Callau         | Niño            |
| Carlota Gurpegui     | Niña            |
| Carla Taboada        | Hija de Inés    |
| Iván Naval           | Guardia civil 2 |
| Minerva Arqués       | Represaliada    |
| Idoya Trasobares     | Represaliada    |
| Leticia Pascual      | Represaliada    |
| Apel                 | Cierzo          |
| Pepe Lorente         | Guardia Civil   |